# Pride & Clarke

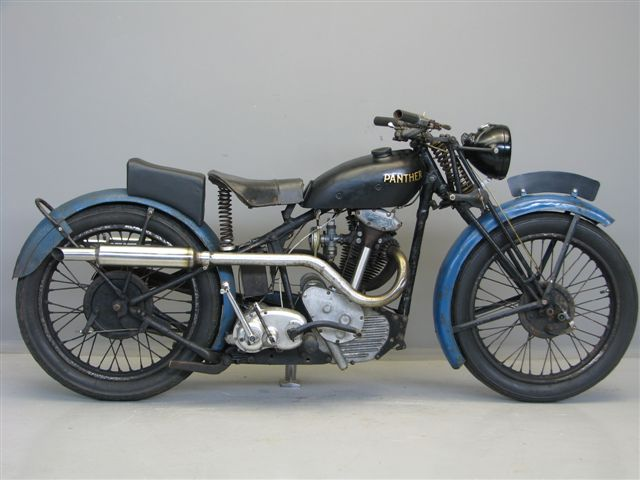
Pride & Clarke schoten P&M Panther te hulp door een serie 250- en 350 cc Red Panthers uit te brengen die voor een zeer schappelijke prijs verkocht werden. Dit is echter de iets luxere 350 cc "80 Redwing"-versie die P&M zelf verkocht

Pride & Clarke is een historisch Brits motorfietsmerk.
De bedrijfsnaam was: Pride & Clarke Ltd., Stockwell Road, London.
Pride & Clarke was een familiebedrijf dat handelde in motorfietsen, accessoires en onderdelen, maar ook in zeilbootjes, zeil- en motorkleding. Pride & Clarke hielp P&M Panther met de ontwikkeling van de 250- en 350 cc Red Panther, waardoor P&M, dat enkele geflopte modellen had gebouwd, gered werd.

## Cub
In 1939 bracht men onder de naam "Cub" in eigen lichtgewicht motorfietsje op de markt. Dit had een 122cc-Villiers-tweetaktmotortje met een drieversnellingsbak dat in een loop frame was gemonteerd. Door het uitbreken van de Tweede Wereldoorlog moest de productie al snel weer beëindigd worden.